# 니시무라 호노카
니시무라 호노카(일본어: 西村 歩乃果, 1995년 1월 28일~)는 일본의 아이돌로, 그룹 라스트 아이돌의 세컨드 유닛 Love Cocchi의 리더이다.